# Best (álbum de Scorpions)
Best es un álbum recopilatorio de la banda alemana de hard rock y heavy metal Scorpions, publicado en 1999 por EMI Records. Contiene diecisiete canciones, que en su gran mayoría pertenecen a los discos de estudio grabados principalmente entre 1979 y 1990, además de dos canciones en vivo y una pista inédita llamada «Love Is Blind». Cabe destacar que es uno de los pocos compilados de la agrupación que posee material del álbum debut, Lonesome Crow de 1972.

## Recepción comercial
Editado principalmente en Europa, Best es uno de los recopilatorios de la banda que mejor posiciones consiguió en las listas musicales. En la semana del 23 de octubre de 1999 llegó hasta la cima del AFP Charts de Portugal. A la semana siguiente, debutó en la quinta posición del recuento local de Grecia. En 2001, la IFPI Grecia lo certificó de disco de oro en representación a 15 000 copias vendidas. Asimismo, logró entrar en los diez álbumes más vendidos en las listas de Dinamarca, Francia y Noruega. En 2005, la Syndicat National de l'Édition Phonographique (SNEP) le confirió un doble disco de oro luego de superar las 200 000 copias comercializadas en Francia. En Finlandia, obtuvo el puesto 12 en el Suomen virallinen lista y en 2001 la Musiikkituottajat lo certificó de disco de oro. Asimismo, la organización estimó sus ventas en 31 070 a mediados de los años 2000. Sumado a otras certificaciones entregadas en otros países europeos, en 2008 la Federación Internacional de la Industria Fonográfica (IFPI) le otorgó a la banda el Platinum Europe Award, tras vender más de un millón de copias en todas las filiales de la IFPI de ese continente.

## Lista de canciones
| N.º | Título                            | Escritor(es)                                                        | Duración |  |
| 1.  | «Loving You Sunday Morning»       | Rudolf Schenker, Klaus Meine, Herman Rarebell                       | 5:39     |  |
| 2.  | «Rock You Like a Hurricane»       | Schenker, Meine, Rarebell                                           | 4:12     |  |
| 3.  | «Wind of Change»                  | Meine                                                               | 5:11     |  |
| 4.  | «Is There Anybody There?»         | Schenker, Meine, Rarebell                                           | 4:18     |  |
| 5.  | «Holiday»                         | Schenker, Meine                                                     | 6:23     |  |
| 6.  | «Rhythm of Love»                  | Schenker, Meine, Rarebell                                           | 3:49     |  |
| 7.  | «Passion Rules the Game»          | Meine, Rarebell                                                     | 3:58     |  |
| 8.  | «Still Loving You»                | Schenker, Meine                                                     | 6:27     |  |
| 9.  | «No One Like You»                 | Schenker, Meine                                                     | 3:56     |  |
| 10. | «Another Piece of Meat» (en vivo) | Schenker, Rarebell                                                  | 3:47     |  |
| 11. | «In Trance» (en vivo)             | Schenker, Meine                                                     | 5:26     |  |
| 12. | «I'm Going Mad»                   | Schenker, Meine, Michael Schenker, Lothar Heimberg, Wolfgang Dziony | 4:52     |  |
| 13. | «He's a Woman She's a Man»        | Schenker, Meine, Rarebell                                           | 3:14     |  |
| 14. | «Love is Blind» (canción inédita) | Rarebell                                                            | 3:54     |  |
| 15. | «Always Somewhere»                | Schenker, Meine                                                     | 4:56     |  |
| 16. | «Make It Real»                    | Schenker, Rarebell                                                  | 3:51     |  |
| 17. | «Send Me an Angel»                | Schenker, Meine                                                     | 4:34     |  |

## Posicionamiento en listas musicales
| País        | Lista (1999-2000)                  | Posición |
| ----------- | ---------------------------------- | -------- |
| Dinamarca   | VG                                 | 7        |
| Europa      | European Top 100 Albums            | 59       |
| Finlandia   | Suomen virallinen lista            | 12       |
| Francia     | French Albums Chart                | 8        |
| Grecia      | Pop + Rock                         | 5        |
| Noruega     | VG-lista                           | 10       |
| Portugal    | AFP Charts                         | 1        |
| Reino Unido | Rock & Metal Albums Chart          | 31       |
| Suecia      | Sverigetopplistan                  | 19       |
| País        | Lista (2002)                       | Posición |
| Francia     | French Albums Chart                | 11       |
| País        | Lista (2005)                       | Posición |
| España      | Top 100 Álbumes                    | 51       |
| País        | Lista (2006)                       | Posición |
| España      | Top 100 Álbumes                    | 77       |
| País        | Lista (2007)                       | Posición |
| Finlandia   | Suomen virallinen lista (Midprice) | 1        |
| País        | Lista (2009)                       | Posición |
| Noruega     | VG-lista                           | 34       |

| País      | Lista (1999)            | Posición |
| --------- | ----------------------- | -------- |
| Dinamarca | VG                      | 82       |
| País      | Lista (2000)            | Posición |
| Finlandia | Suomen virallinen lista | 193      |

## Certificaciones
| País/Región              | Organismo certificador | Certificación         | Ventas certificadas | Ref.   |
| ------------------------ | ---------------------- | --------------------- | ------------------- | ------ |
| Alemania                 | BVMI                   | Platino               | 500 000             | [ 20 ] |
| Bélgica                  | IFPI - Bélgica         | Oro                   | 25 000              | [ 21 ] |
| España                   | PROMUSICAE             | Platino               | 100 000             | [ 22 ] |
| Finlandia                | Musiikkituottajat      | Oro                   | 25 000              | [ 10 ] |
| Francia                  | SNEP                   | Doble oro             | 200 000             | [ 8 ]  |
| Grecia                   | IFPI Grecia            | Oro                   | 15 000              | [ 4 ]  |
| Certificaciones globales |                        |                       |                     |        |
| Europa                   | IFPI                   | Platinum Europe Award | 1 000               | [ 11 ] |